# Mambo Mongo
Mambo Mongo è un album di Mongo Santamaría, pubblicato dalla Chesky Records nel 1993. Il disco fu registrato il 30 e 31 marzo del 1992.

## Tracce
Lato A
1. Dark Before the Dawn – 5:42 (Ronnie Mathews)
2. Caribbean Sunrise – 4:43 (Hilton Ruiz)
3. Mambo Mongo – 6:53 (William Allen)
4. Los niños del mundo – 6:02 (Eddie Allen)
5. Cali – 5:04 (Eddie Allen)
6. Are They Only Dreams – 5:02 (Onaje Allan Gumbs)
7. Cuco y Olga – 6:04 (Cuco Martinez, Nicholas Martinez)
8. Azteca – 5:25 (Marty Sheller)
9. La mogolla – 9:32 (Mongo Santamaría)

## Musicisti
- Mongo Santamaría - congas
- Marty Sheller - conduttore musicale
- Eddie Allen - tromba
- Craig Rivers - sassofono tenore, sassofono soprano
- Jimmy Crozier - sassofono alto
- Hubert Laws - flauto
- Dave Valentin - flauto
- Dario Eskenazi - pianoforte
- Guillermo Edghill - basso
- Johnny Andreu Almendra - timbales
- Jerome Goldschmidt - percussioni (cata, itotele)
- Eddie Rodriguez - percussioni, voce
- Marty Sheller - arrangiamenti (brani : 1, 6, 7 & 8)
- Hilton Ruiz - arrangiamenti (brano : 2)
- William Allen - arrangiamenti (brano : 3)
- Eddie Allen - arrangiamenti (brani : 4 & 5)
- Mongo Santamaria - arrangiamenti (brano : 9)